# Aristozoidae
De Aristozoidae zijn een familie van uitgestorven kreeftachtigen uit de klasse van de Malacostraca (hogere kreeftachtigen).

## Geslacht
- Aristozoe Barrande, 1872 †